# 발리젤렌
발리젤렌(Wallisellen)은 스위스 취리히주 뷜라흐구에 있는 자치제이며, 글라트 계곡(Glattal)에 속한다.

## 역사
발리젤렌의 첫 번째 정착은 기원전 58년으로 거슬러 올라간다. 지자체인 발리젤렌은 게르만족의 이주 이후 BC 400년에서 700년 사이에 기원했다. 발리젤렌은 ‘발헨’과 "Seller"의 두 부분에 따라 이름이 지정된다. 게르만족은 켈트족과 로마족 이웃을 ‘발헨’으로 묘사했다(발헨의 호수 발렌제 참조 ). ‘Seller’라는 단어는 소규모 소규모 농장을 경작했던 오래된 농부와 달리 이민 농부를 의미한다. 언어학자들은 프랑크족 또는 알레만니족이 켈트족 또는 로마인들에 의해 거주 또는 설립된 소규모 농부 정착지에 ‘발리젤렌’이라는 이름을 부여했기 때문에 이름이 유래되었다고 생각한다.
1856년 6월 25일 NOB 노선 취리히-발리셀렌-빈터투어 개통과 함께 발리젤렌은 스위스 철도 네트워크와 첫 연결을 맺었다.
1916년에 리이덴시는 발리젤렌과 합병되었다. 전쟁 사이에 발리젤렌은 마을에서 점점 성장하는 취리히의 교외 지방 자치제로 발전했지만 도시 인가를 받고 싶지 않았다.
제2차 세계 대전 중 발리젤렌은 "재배 전쟁"("Anbauschlacht", 즉 수입 감소로 인한 국내 식량 생산량 증가)에 적극적으로 참여했다.
1958년에 성 안토니우스의 로마 가톨릭 교회가 세워졌다.

## 지리

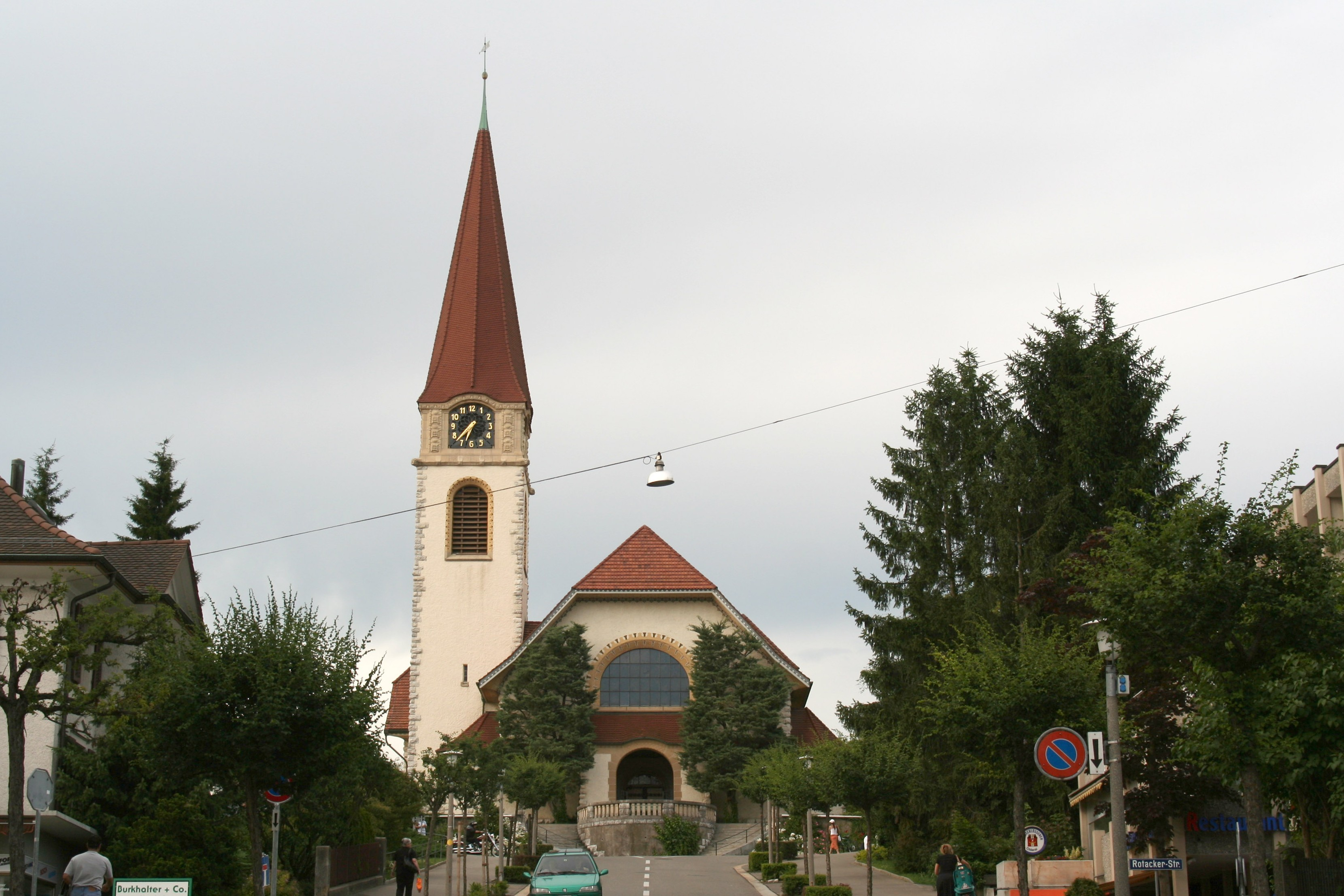
발리젤렌 개신교 교회

발리젤렌의 면적은 6.5k㎡이다. 이 면적 중 23.8%는 농업용으로 사용되며 20.1%는 산림이다. 나머지 토지 중 54.5%는 정착지(건물 또는 도로)이고 나머지(1.5%)는 비생산적(강, 빙하 또는 산)이다.

## 인구통계
2020년 12월 31일 기준, 발리젤렌의 인구는 17,218명이다. 2007년 기준으로 전체 인구의 25.5%가 외국인이다. 지난 10년 동안 인구는 11.8%의 비율로 증가했다. 2000년 기준, 인구 대부분은 독일어(83.2%)를 사용하며, 이탈리아어가 두 번째로 많이 사용(3.8%)하고, 세르보-크로아티아어가 세 번째(1.9%)이다.
2007년 선거에서 가장 인기 있는 정당은 38.6%의 득표율을 기록한 SVP였다. 다음으로 가장 인기 있는 3개 정당은 SPS (19%), FDP (15.4%) 및 CSP (9.8%)였다.
인구의 연령분포(2000년 기준)는 아동·청소년(0~19세)이 전체 인구의 19.1%, 성인(20~64세)이 64.4%, 노인(64세 이상)이 16.5%를 차지한다. 발리젤렌에서는 인구의 약 76.9%(25-64세)가 비필수 고등교육 또는 추가 고등교육(대학 또는 응용학문대학)을 완료했다.
발리젤렌의 실업률은 3.21%이다. 2005년 기준으로 1차 경제 부문에 50명이 고용되었고, 이 부문에 관련된 약 16개의 기업이 있다. 3,085명이 2차 부문에 고용되었고, 이 부문에 137개의 기업이 있었다. 8,950명이 3차 부문에 고용되었으며, 이 부문에는 731개의 기업이 있다.

## 경제
대형 쇼핑 센터 글라트(또는 글라트첸트룸)는 1975년에 문을 연 시정촌의 실내 쇼핑몰이다.
그것과 발리젤렌역 사이에는 2013년 겨울에 공식적으로 문을 열었고 2014년 말에 완공된 야외 쇼핑 센터인 리히티 쇼핑이 있다.
마이크로소프트, 시스코, 포드 자동차, UPC 스위스 및 NCR 등 다양한 국제 기업이 발리젤렌에 스위스 본부를 두고 있다.

## 교통
발리젤렌역은 취리히 S-반의 S8, S14, S19 노선과 슈타트반 글라탈 경전철 시스템에 있는 정류장이다.
12호선 트램은 지자체 내에서 5개 정거장이 있는 발리젤렌까지 운행한다.
- 발리젤렌 Herti
- 발리젤렌 Belair
- 발리젤렌역
- 발리젤렌 글라트

- 발리젤렌 노이구트

## 볼거리
- 개혁교회
- 닥터하우스
- 쇼핑 센터 글라트, (글라트첸트룸)
- 리덴의 탑
- 볼더 네이처 트레일
- 자연 보호 구역 "무스"
- 홀저의 집 "나무 오두막"

## 스포츠
발리젤렌의 가장 큰 스포츠 클럽은 FC 발리젤렌(축구 클럽 발리젤렌)으로, 06/07 시즌의 첫 번째 팀이 2. 리그로 승격되었다. 다른 성공적인 스포츠 클럽으로는 EHC 발리젤렌(아이스 하키 클럽 발리젤렌)과 Faustball 발리젤렌(Fistball 발리젤렌)이 있다. 또한 매우 활동적인 TV 발리젤렌(체조 클럽 발리젤렌)이다. 그 클럽은 1993년부터 Walliseller Lauf(Run of Walisellen)를 조직했으며, 여기에서 모든 수입은 암으로 고통받는 어린이들에게 돌아간다. 발리젤렌에는 정찰병 Gryfensee와 정찰병 Winkelried의 두 가지 정찰병이 있다.

## 언어와 라임
발리젤렌은 라임으로 인해 스위스의 독일 지역에서 알려져 있다. "Aazelle, Bölle schelle, d'Chatz는 Walliselle로 간다.
번역: "세고 양파 껍질을 벗기고 고양이는 발리젤렌으로 간다. 고양이가 다시 집으로 돌아오면 다리가 구부러지고 휘파람이 불고 당신은 (솔직히 정직하게) 밖에 있다."
베른 사투리 밴드 슈틸러 하스의 노래 중에 "Walliselle"이 있다.
오늘날 토착 독일어를 사용하는 인구는 스위스 독일어 방언을 혼합하여 사용한다. 독일어 요소를 통합하는 경향이 있는 수준 높은 취리히-독일어가 널리 퍼져 있다. 오랜 거주자는 날카로운 ""가 있는 지명 발리젤렌의 발음에서만 인식한다.